# مودبیهال
مودبیهال (به انگلیسی: Muddebihal) یک منطقهٔ مسکونی در هند است که در بخش بیجاپور واقع شده‌است. مودبیهال ۳۴٬۲۱۷ نفر جمعیت دارد و ۵۶۳ متر بالاتر از سطح دریا واقع شده‌است.